# 羅卡 (穆納區)
羅卡（西班牙語：Roka），是巴拿馬的城鎮，位於該國西北部，由恩戈貝-布格雷特區的穆納區負責管轄，面積83.7平方公里，2010年人口2,697，人口密度每平方公里32.2人。